# Martin Hohmann
Cet article possède un paronyme, voir Martin Hoffmann.
Pour les articles homonymes, voir Hohmann.
Martin Hohmann né le 4 février 1948 est un juriste et homme politique allemand, membre du Bundestag pour la CDU de 1998 à 2005 et membre du Bundestag pour l'AfD à partir de 2017.

## Biographie
Au Bundestag, il s'illustre par ces incessantes questions parlementaires afin de savoir où se trouvaient les réserves d'or de la Deutsche Bundesbank normalement placées à la Réserve fédérale des États-Unis, celle-ci refusant toute réponse à ce sujet.